# 국도 제112호선 (인도)

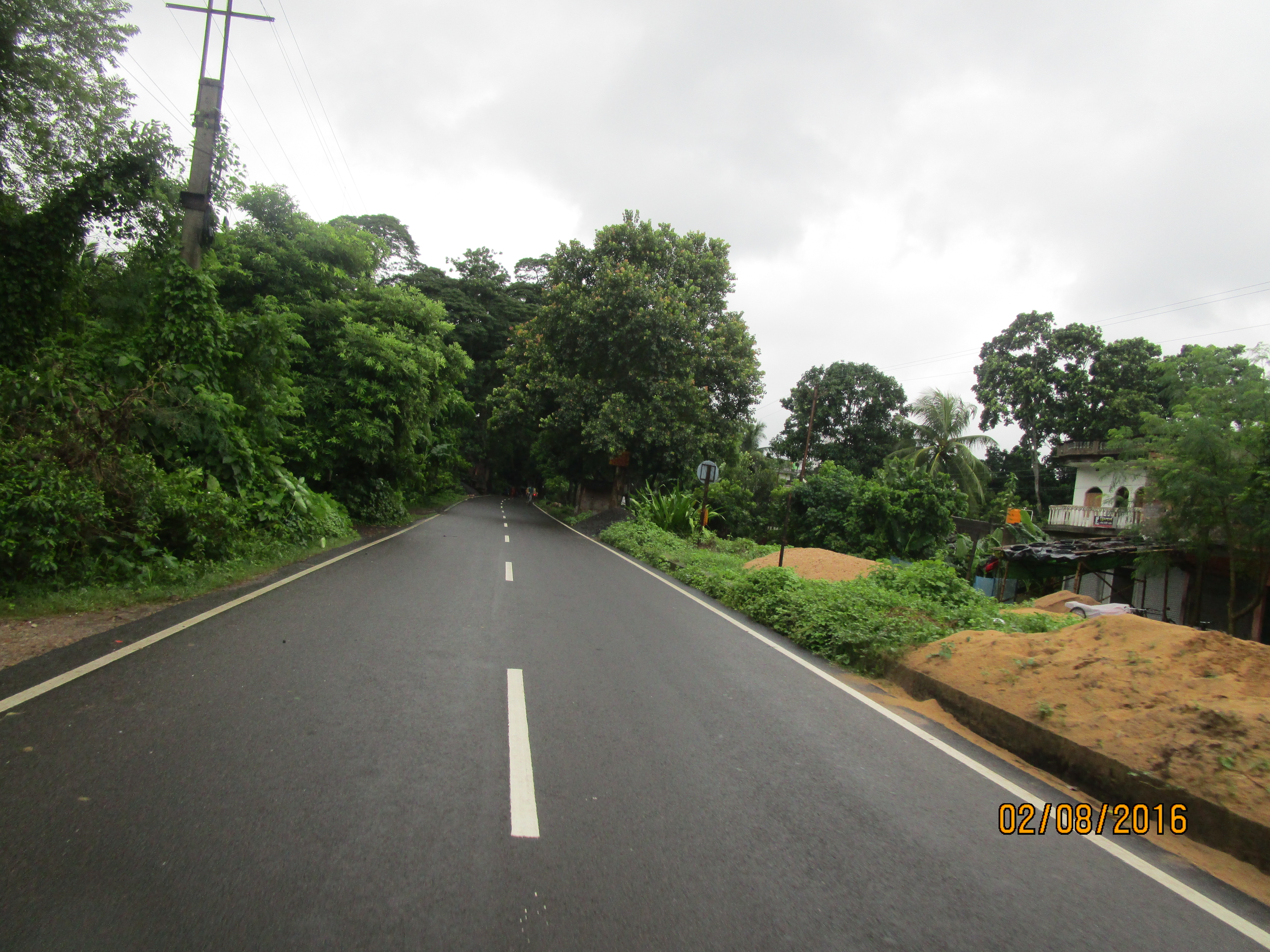
방가온 구역을 종단하고 있는 인도 112번 국도 전경.

국도 제112호선(National Highway 112, NH 112)은 인도의 바라사트에서 출발하여, 방가온-페트라폴 국경까지 이어주는 인도의 일반 국도이다. 그러나 이 국도는 아시안 하이웨이 1호선의 일부이기도 하면서, 캘커타를 통해 방글라데시의 국경과도 마주하고 있기도 한다. 그리고 NH 112는 예전에는 NH 35라는 국도로도 널리 알려져 온 것으로 드러나고 있다.

## 통과하고 있는 지역
- 바라사트(영어판)
- 두타푸쿠르(영어판)
- 바망가치(영어판)
- 구마 (인도)(영어판)
- 하브라(영어판)
- 가이가타(영어판)
- 타크너가르(영어판)
- 소나티키리(영어판)
- 찬드파라(영어판)
- 방가온(영어판)
- 페트라폴(영어판)

## 접촉하고 있는 도로
- 국도 제12호선 - 바라사트 근처에 터미널이 있음.
- 국도 제312호선 (인도)(영어판)
- 방글라데시 N706 도로 - 페트라폴 근처에 가면 인도-방글라데시 국경선과 터미널이 각각 혼재된 형태로 위치함.